# Adile Sultan (figlia di Şehzade Selaheddin)
Adile Sultan (turco ottomano: عادله سلطان, lett. "giustizia" o "equità"; Istanbul, 10 febbraio 1887 – Parigi, 6 dicembre 1973) è stata una principessa ottomana, figlia di Şehzade Mehmed Selaheddin e nipote del sultano Murad V.

## Origini
Adile Sultan nacque il 10 febbraio 1887 a Istanbul, nel Palazzo di Çırağan. Suo padre era Şehzade Mehmed Selaheddin, figlio del sultano ottomano Murad V, e sua madre la consorte Tevhide Zatigül Hanim. Aveva due sorelle maggiori, Celile Sultan e Rukiye Sultan, un fratello minore, Şehzade Mehmed, nato morto, e una sorella minore, Emine Atiye Sultan.
Trascorse i suoi primi anni in confinamento nel Palazzo di Çırağan, che all'epoca fungeva da prigione per Murad V, deposto nel 1876 dal suo fratellastro Abdülhamid II, e tutta la sua famiglia. Il confinamento terminò alla morte di Murad V nel 1904. 

## Matrimoni
Adile Sultan si sposò due volte. 
Il 15 maggio 1910, a Palazzo Göztepe, sposò Faik Bey. Non ebbero figli e divorziarono nel 1913.
Il 3 aprile 1914 a Palazzo Göztepe sposò Moralizade Selaheddin Ali Bey, figlio di Moralizade Mehmed Ali Bey e Zehra Aliye Hanım. Ebbero una figlia e Adile rimase vedova nel dicembre 1918. Non si risposò più.

## Beneficenza
Adile Sultan era la patrocinante del Kadıköy Osmanlı Fukaraperver Cemiyeti Hanımlar Şubesi, che si occupava di fornire cibo, abiti e cure mediche a vedove, anziane e disabili. In particolare forniva fondi a due scuole per orfani e ogni giorno serviva pane e minestra per colazione a centinaia di persone.
Era anche una benefattrice del Müdafaa-i Milliye Cemiyeti Kadıköy Merkezi Hanımlar şubesi, il ramo femminile dell'Organizzazione per la difesa nazionale centrale di Kadıköy.

## Esilio
Nel 1924 la dinastia ottomana venne esiliata. 
Adile e sua figlia si trasferirono a Nizza. Nel 1931 il fratellastro di Adile, Şehzade Osman Füad, combinò il matrimonio fra la figlia di Adile, Nilüfer Hanımsultan, e Moazzam Jah, figlio cadetto dell'ultimo Nizam di Hyderabad, Mir Osman Ali Khan. Dopo le nozze Adile seguì la figlia in India e le rimase accanto per qualche anno, prima di tornare in Francia. Il matrimonio garantì loro sicurezza economica fino al 1952, quando Nilüfer divorziò quattro anni dopo aver lasciato l'India ed essere tornata a vivere con la madre in Francia, in un piccolo appartamento a Parigi. 

## Morte
Adile Sultan morì il 6 dicembre 1973 a Parigi e venne sepolta nel cimitero di Bobigny. 

## Discendenza
Dal suo secondo matrimonio, Adile Sultan ebbe una figlia:
- Nilüfer Hanımsultan (4 gennaio 1916 - 12 giugno 1989). Nata a Istanbul e morta a Parigi. Sposata due volte senza figli.

## Onorificenze
Adile Sultan venne insignita delle seguenti onorificenze:
- Ordine della Carità, ingioiellato
- Ordine di Mejīdiyye, ingioiellato
- Medaglia della Marina

## Cultura popolare
- Adile Sultan è un personaggio del romanzo storico di Ayşe Osmanoğlu, The Gilded Cage on the Bosphorus (2020).